# St. Blasius (Bellamont)

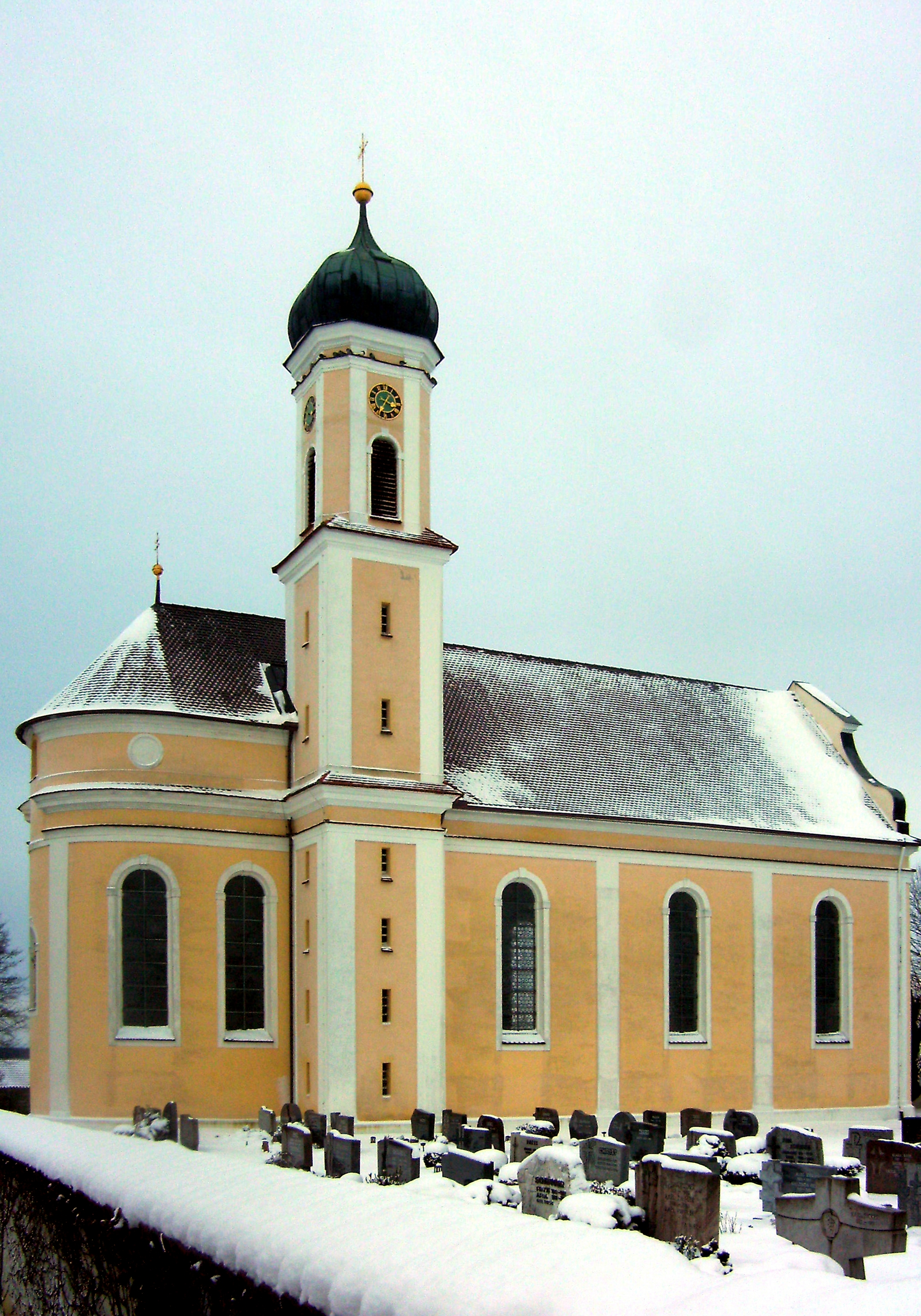
St. Blasius in Bellamont

St. Blasius ist eine von 1719 bis 1725 unter Abt Beda Werner erbaute römisch-katholische Pfarrkirche in Bellamont, einem Teilort von Steinhausen an der Rottum. Sie befindet sich in der Seelsorgeeinheit St. Benedikt in Ochsenhausen im Landkreis Biberach in Oberschwaben. In der abseits bekannter Verkehrswege liegenden einfachen und unscheinbaren Dorfkirche befinden sich Werke aus der Memminger Werkstatt von Ivo Strigel und des Ulmer Bildhauers Nikolaus Weckmann. Die Ausmalung der Kirche ist ein Werk des späteren Augsburger Reichsstädtischen Akademiedirektors Johann Georg Bergmüller.

## Geschichte und Lage
Die Kirche liegt nahezu in der Ortsmitte auf der vollständig verschwundenen, schon 1216 erwähnten ehemaligen Burg Bellamont auf einer leicht nach Süden in Richtung Holzweiher, Hohbäumle und Tristolzer Berg abfallenden Hochebene. Sie wird samt Friedhof und nördlicher Aussegnungshalle mit einer Mauer umgeben. Bei der Neuanlage von Gräbern auf dem um die Kirche gelegenen Friedhof wurden Fundamente der Burg gefunden. Der Ort Bellamont wird halbkreisförmig von der in die Donau mündenden Bellamonter Rottum umflossen.
Die Pfarrei Bellamont wurde 1258 erstmals urkundlich erwähnt. Von 1719 bis 1725 unter Abt Beda Werner wurde die Kirche neu erbaut; sein Nachfolger Cölestin Frener vollendete die Kirche nach dessen Tod. Die Wappen beider Äbte sind deshalb im Kircheninneren zu sehen. Auf der zweiten Bankwange des nördlichen Kirchengestühls besagt eine Inschrift, dass Weihbischof Franz Johann Anton von Sirgenstein aus Konstanz die Kirche geweiht hat. Nach der Säkularisation 1807 wurde Bellamont endgültig eine eigene Pfarrei. Seit 1979 wird sie vom Pfarrer der Gemeinde Steinhausen an der Rottum aus mitpastoriert.
Die Renovierung der Kirche von 1973 bis 1976 kostete 1,2 Millionen DM. Sie wurden allein von der Kirchengemeinde aufgebracht, die zusätzlich insgesamt 6.000 freiwillige Arbeitsstunden leistete. 1994 fand eine Innenerneuerung des Turms und des Glockenstuhls statt.

## Turm und Glocken
Der Kirchturm hat eine mit Kupfer ummantelte Zwiebelhaube und vier Schallöffnungen. An der Traufe des Glockenturms sind vier Zifferblätter der Kirchturmuhr eingelassen. Im Glockenturm hängen drei Glocken. Eine Glocke mit Blasiusrelief wurde im Jahr 1725 bei Johann Daniel und Johann Georg Schmelz in Biberach an der Riß gegossen. In Großbuchstaben steht dort vom Lateinischen ins Deutsche übersetzt: Durch Feuereifer von Abt Beda zum Klingen gebracht zur Ehre des Hl. Märtyrers Blasius, dieses Dorfes Patron. Wegen ihres Kunstwertes konnte die Beschlagnahmung der Glocke während der NS-Zeit abgewendet werden. Die beiden abgelieferten Glocken sind verschollen und wurden 1976 durch neue ersetzt.

## Ausstattung

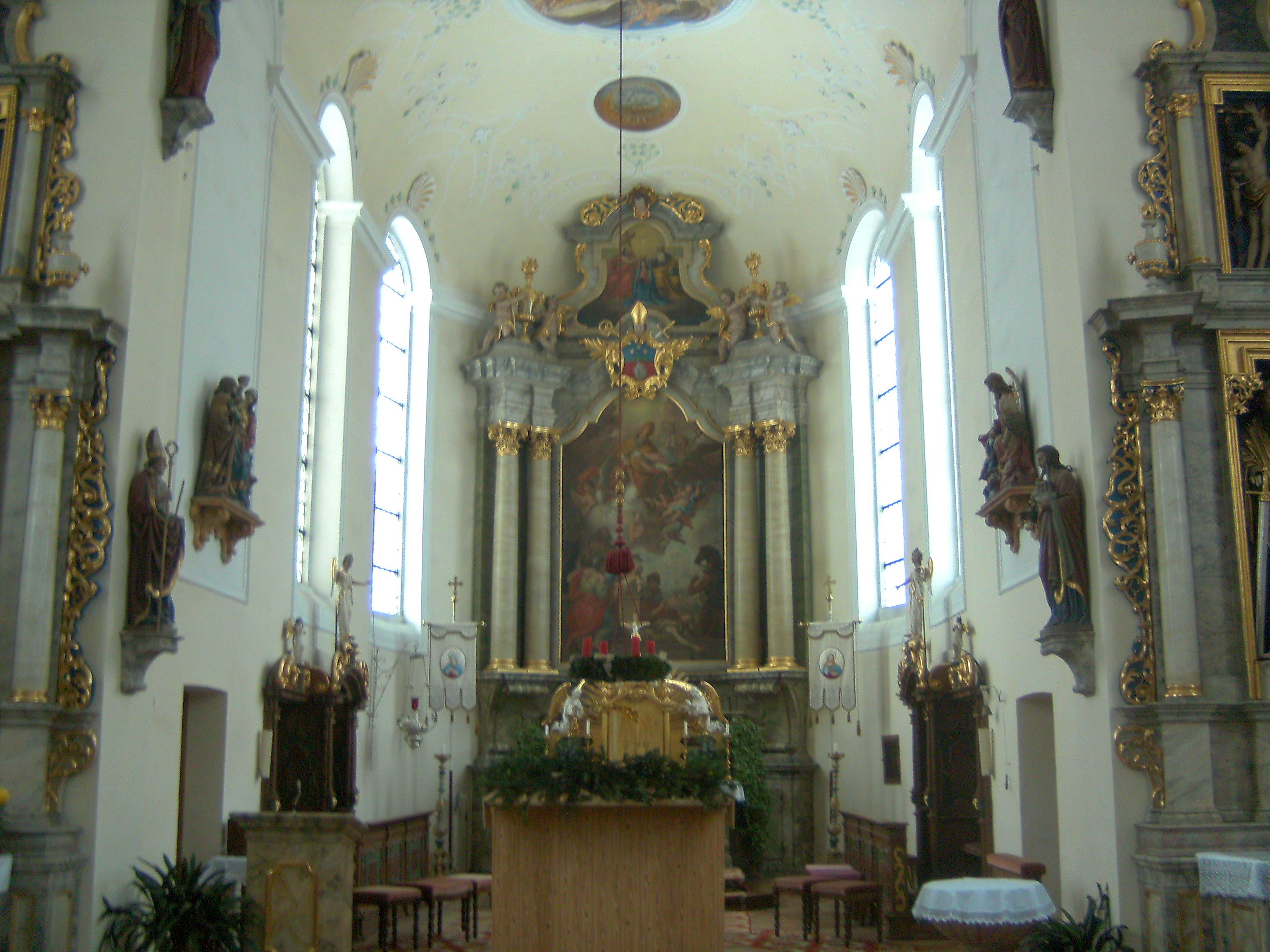
Chorraum mit Hochaltar

Die Kirche ist dem Heiligen und Bischof Blasius von Sebaste geweiht. Sie hat ein einschiffiges Langhaus mit eingezogenem Chor. Die Außenfigur in der Chorbogennische ist eine Blasiusdarstellung von Johann Georg Reisch aus dem Jahre 1725.
Die Deckengemälde stammen von Johann Georg Bergmüller. Vorne sind die vier großen lateinischen Kirchenlehrer – Ambrosius, Hieronymus, Augustinus und Gregor – abgebildet. Das hintere stuckgefasste Deckenfresko in der Mitte zeigt eine Szene aus der Legende des Kirchenpatrons Blasius. Das vordere Fresko zeigt Abt Cölestin Frener und seine Mitbrüder, für das Kloster und die Pfarrkirche Bellamont sich den himmlischen Schutz erbetend.
Über dem Chorbogen befindet sich das Wappen von Abt Beda, ein silberner Pelikan in blauem Grund. Über dem Hochaltar befindet sich das Wappen des aus Konstanz stammenden Abtes Cölestin. Das Hochaltarbild mit der Verherrlichung des Hl. Blasius stammt von Bergmüller, ebenso wie die vier Evangelistenbilder der Kanzel.
Beide Seitenaltarfiguren, die Apostel Petrus und Paulus, sowie eine Madonnenfigur und Teile des verschollenen spätgotischen Altars der Klosterkirche St. Georg in Ochsenhausen wurden von dem Ulmer Bildhauer Niklaus Weckmann geschaffen. Die im Jahr 1470 geschaffene Madonna stammt aus der Memminger Werkstatt Ivo Strigels.
Die Kanzel, Beichtstühle, die Figur des Heiligen Sebastian und das Chorbogenkreuz fertigte Johann Georg Reisch (1691–1760). Zacharias Binder aus Ehingen schuf um 1648 die Figur des Evangelisten Johannes auf dem Kanzeldeckel sowie St. Michael und die Engel auf den Beichtstühlen, die aus der Vorgängerkirche stammen.
Der Kirchenschatz umfasst prächtige Paramente, eine barocke Sonnenmonstranz, eine Ewiglichtlampe aus dem Jahr 1725 und einen Messkelch aus dem Jahr 1767 mit der Stifterinschrift des Mönches Lanfrancus Schnitzer, der von dem Augsburger Goldschmiedmeister Georg Ignaz Baur, einem gebürtigen Biberacher, angefertigt wurde.

## Orgel

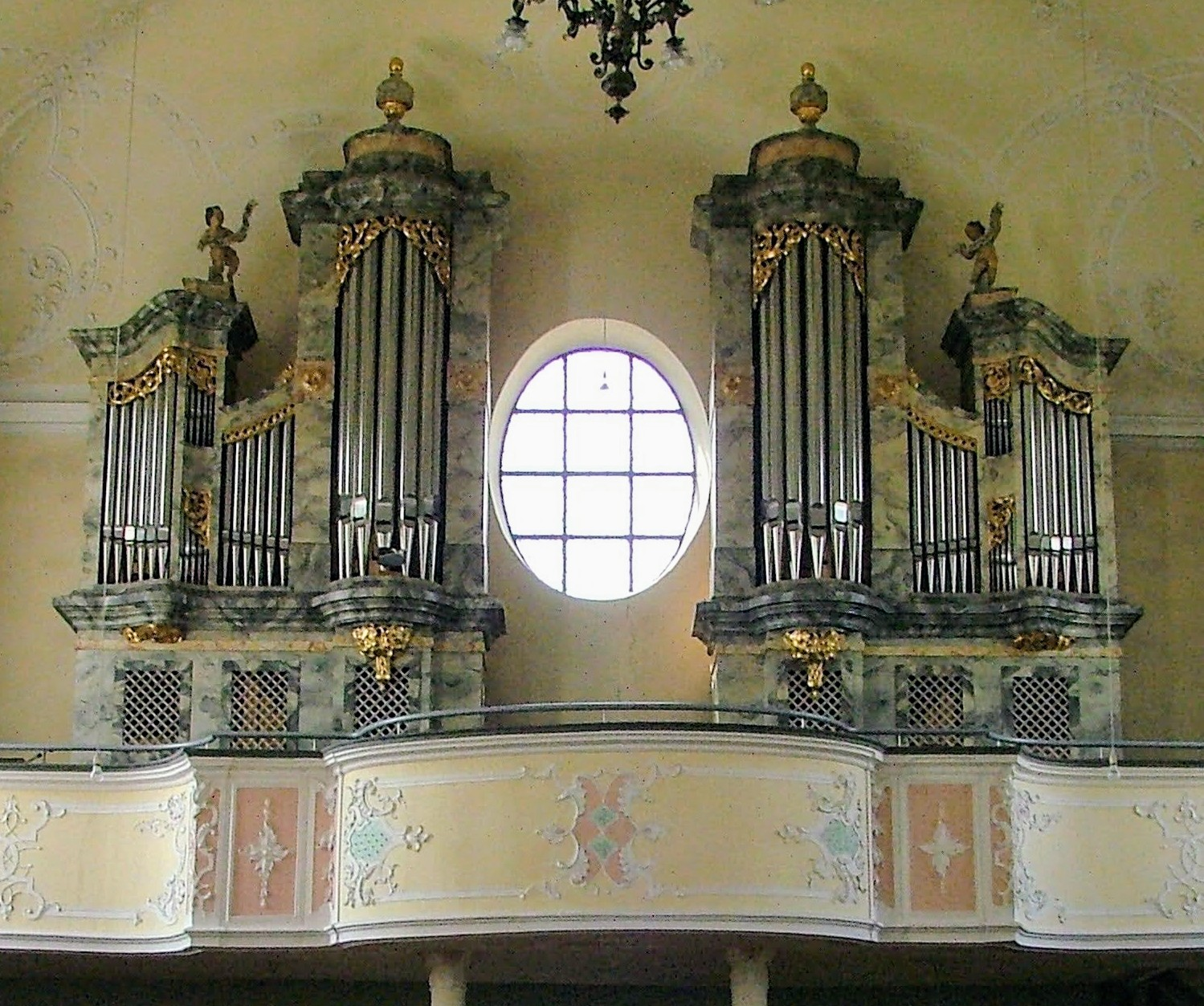
Orgel

Die erste Orgel tauchte in den Abrechnungen des Klosters mit dem Datumsvermerk 2. Februar 1757 mit einer Summe von 30 Gulden auf. Der heutige barocke Orgelprospekt stammt aus der Kirche des ehemaligen Klosters Urspring. Im Jahr 1834 führte der Orgelbauer Johann Michael Schultes aus Neresheim den Umzug der Orgel nach Bellamont durch.
Die jetzige Orgel aus dem Jahr 1981 ist Meisterstück und Opus 1 des Orgelbauers Eduard Wiedenmann aus Oberessendorf. Sie hat 20 Register auf zwei Manualen und Pedal, zuzüglich zweier Vorabzüge. Ihre Spiel- und Registertraktur ist mechanisch, auch die drei Koppeln laufen rein mechanisch. Die Disposition des Schleifladeninstruments lautet wie folgt:
| I Hauptwerk C–g3 |                               |       |
| 1.               | Prinzipal                     | 8′    |
| 2.               | Rohrflöte                     | 8′    |
| 3.               | Octav                         | 4′    |
|                  | Quinte (= Vorabz. von Nr. 5)0 | 2 ⁄3′ |
| 4.               | Hohlflöte                     | 2′    |
| 5.               | Sesquialter II                | 2 ⁄3′ |
| 6.               | Mixtur IV                     | 1 ⁄3′ |
| 7.               | Trompete                      | 8′    |

| II Unterwerk C–g3 |             |       |
| 8.                | Holzgedeckt | 8′    |
| 9.                | Spitzgambe  | 8′    |
| 10.               | Prinzipal   | 4′    |
| 11.               | Koppelflöte | 4′    |
| 12.               | Prinzipal   | 2′    |
| 13.               | Larigot     | 1 ⁄3′ |
| 14.               | Scharff III | 1′    |
| 15.               | Dulzian     | 8′    |
|                   | Tremulant   |       |

| Pedal C–f1 |                                    |       |
| 16.        | Subbass                            | 16′   |
| 17.        | Octavbass                          | 8′    |
| 18.        | Gedecktbass                        | 8′    |
|            | Choralbass (= Vorabz. von Nr. 19)0 | 4′    |
| 19.        | Piffaro II                         | 4′+2′ |
| 20.        | Fagott                             | 16′   |

- Koppeln: II/I, I/P, II/P